# Miki (Kagawa)
Pour les articles homonymes, voir Miki.
Miki (三木町, Miki-chō) est un bourg du district de Kita, dans la préfecture de Kagawa, au Japon.

## Géographie

### Démographie
Au 1er octobre 2014, la population de Miki s'élevait à 28 044 habitants répartis sur une superficie de 75,78 km2.